# Bryan Marchment
Bryan William Marchment, född 1 maj 1969 i Scarborough i Ontario, död 6 juli 2022 i Montréal i Québec, var en kanadensisk professionell ishockeyspelare.

## NHL
Bryan Marchment valdes i första rundan som 16:e spelare totalt i NHL-draften 1987 av Winnipeg Jets. Han spelade sammanlagt 926 grundseriematcher i NHL för Winnipeg Jets, Chicago Blackhawks, Hartford Whalers, Edmonton Oilers, Tampa Bay Lightning, San Jose Sharks, Colorado Avalanche, Toronto Maple Leafs och Calgary Flames. Totalt gjorde han 40 mål och 142 assist för 182 poäng. Han samlade också på sig 2307 utvisningsminuter. I slutspelet gjorde Marchment 4 mål och 3 assist för 7 poäng på 83 matcher.

## Spelstil
Bryan Marchment var en fysiskt spelande back och drog på sig flera avstängningar under sina år i NHL. Han anses allmänt ha varit en av de spelare som spelade fulast i NHL på 1990-talet och var ökänd för sina knätacklingar.

## Privat
Marchment är far till ishockeyforwarden Mason Marchment, som spelar inom organisationen för Dallas Stars i NHL. Marchment är farbror till ishockeyforwarden Kennedy Marchment som spelar för HV71 Dam.

## Statistik
| 1985–86    | Belleville Bulls    | OHL        | 57  | 5  | 15  | 20  | 225  | 21 | 0 | 7 | 7 | 83  |
| 1986–87    | Belleville Bulls    | OHL        | 52  | 6  | 38  | 44  | 238  | 6  | 0 | 4 | 4 | 17  |
| 1987–88    | Belleville Bulls    | OHL        | 56  | 7  | 51  | 58  | 200  | 6  | 1 | 3 | 4 | 19  |
| 1988–89    | Belleville Bulls    | OHL        | 43  | 14 | 36  | 50  | 198  | 5  | 0 | 1 | 1 | 12  |
| 1988–89    | Winnipeg Jets       | NHL        | 2   | 0  | 0   | 0   | 2    | —  | — | — | — | —   |
| 1989–90    | Moncton Hawks       | AHL        | 56  | 4  | 19  | 23  | 217  | —  | — | — | — | —   |
| 1989–90    | Winnipeg Jets       | NHL        | 7   | 0  | 2   | 2   | 28   | —  | — | — | — | —   |
| 1990–91    | Moncton Hawks       | AHL        | 33  | 2  | 11  | 13  | 101  | —  | — | — | — | —   |
| 1990–91    | Winnipeg Jets       | NHL        | 28  | 2  | 2   | 4   | 91   | —  | — | — | — | —   |
| 1991–92    | Chicago Blackhawks  | NHL        | 58  | 5  | 10  | 15  | 168  | 16 | 1 | 0 | 1 | 36  |
| 1992–93    | Chicago Blackhawks  | NHL        | 78  | 5  | 15  | 20  | 313  | 4  | 0 | 0 | 0 | 12  |
| 1993–94    | Chicago Blackhawks  | NHL        | 13  | 1  | 4   | 5   | 42   | —  | — | — | — | —   |
| 1993–94    | Hartford Whalers    | NHL        | 42  | 3  | 7   | 10  | 124  | —  | — | — | — | —   |
| 1994–95    | Edmonton Oilers     | NHL        | 40  | 1  | 5   | 6   | 184  | —  | — | — | — | —   |
| 1995–96    | Edmonton Oilers     | NHL        | 78  | 3  | 15  | 18  | 202  | —  | — | — | — | —   |
| 1996–97    | Edmonton Oilers     | NHL        | 71  | 3  | 13  | 16  | 132  | 3  | 0 | 0 | 0 | 4   |
| 1997–98    | Edmonton Oilers     | NHL        | 27  | 0  | 4   | 4   | 58   | —  | — | — | — | —   |
| 1997–98    | Tampa Bay Lightning | NHL        | 22  | 2  | 4   | 6   | 43   | —  | — | — | — | —   |
| 1997–98    | San Jose Sharks     | NHL        | 12  | 0  | 3   | 3   | 43   | 6  | 0 | 0 | 0 | 10  |
| 1998–99    | San Jose Sharks     | NHL        | 59  | 2  | 6   | 8   | 101  | 6  | 0 | 0 | 0 | 4   |
| 1999–00    | San Jose Sharks     | NHL        | 49  | 0  | 4   | 4   | 72   | 11 | 2 | 1 | 3 | 12  |
| 2000–01    | San Jose Sharks     | NHL        | 75  | 7  | 11  | 18  | 204  | 5  | 0 | 1 | 1 | 2   |
| 2001–02    | San Jose Sharks     | NHL        | 72  | 2  | 20  | 22  | 178  | 12 | 1 | 1 | 2 | 10  |
| 2002–03    | San Jose Sharks     | NHL        | 67  | 2  | 9   | 11  | 108  | —  | — | — | — | —   |
| 2002–03    | Colorado Avalanche  | NHL        | 14  | 0  | 3   | 3   | 33   | 7  | 0 | 0 | 0 | 4   |
| 2003–04    | Toronto Maple Leafs | NHL        | 75  | 1  | 3   | 4   | 106  | 13 | 0 | 0 | 0 | 8   |
| 2005–06    | Calgary Flames      | NHL        | 37  | 1  | 2   | 3   | 75   | —  | — | — | — | —   |
| NHL totalt | NHL totalt          | NHL totalt | 926 | 40 | 142 | 182 | 2307 | 83 | 4 | 3 | 7 | 102 |